# Le Poer Trench

Le Poer Trench is een Nederlands en Brits geslacht, waarvan leden sinds 1815 behoren tot de Nederlandse adel.

## Geschiedenis

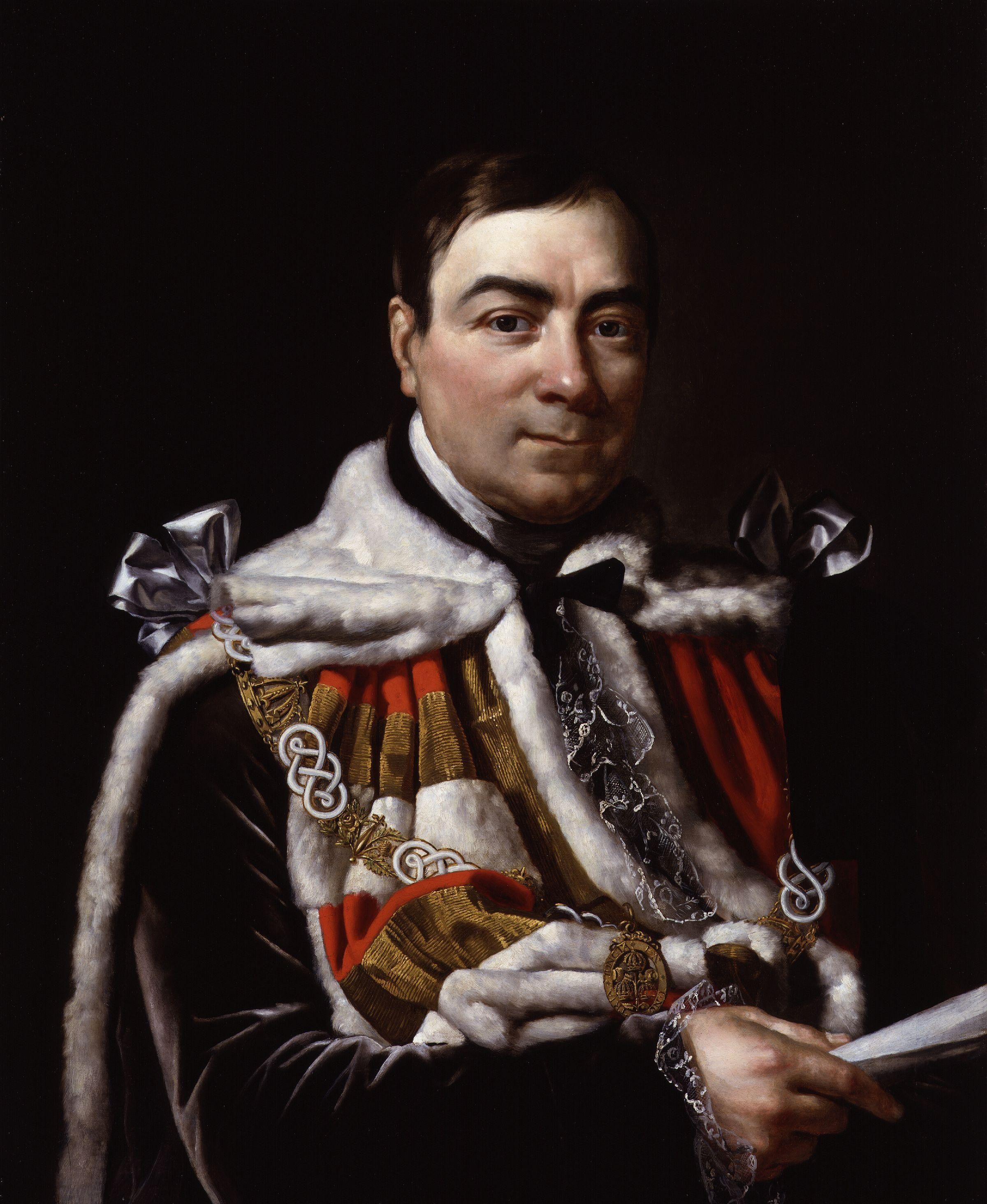
Richard Trench,
1e markies van Heusden

De stamreeks begint met Frédéric de la Trenche die zich omstreeks 1575 vanuit Poitou in Northumberland vestigde en daar in [1580] overleed. Zijn kleinzoon Frederick Trench of Garbally vestigde zich in 1631 in Ierland en kocht er heerlijkheid en kasteel van Garbally in Galway. Vanaf een kleinzoon van die laatste zijn nakomelingen lid van het Ierse Lagerhuis.
Een directe nazaat van de stamvader, William Power Keating Trench (1741-1805), werd bij Engels diploma van 25 november 1797 verheven tot baron Kilconnel of Garbally. Bij diploma van 29 december 1800 werd hij benoemd tot viscount Dunlo of Dunlo and Balinasloe en bij diploma van 11 februari 1803 tot earl of Clancarty in Ierland. Bij diploma van 4 augustus 1815 en van 8 december 1823 werd een zoon van de laatste, Richard Le Poer Trench (1767-1837), als baron Trench en als viscount Clancarty opgenomen onder de pairs van Groot-Brittannië en Ierland.
Bij KB van 8 juli 1815 werd diezelfde Richard Le Poer Trench (1767-1837), in 1813 en van 1816 tot 1822 gezant van Engeland te 's-Gravenhage, verheven in de Nederlandse adel en werd hem verleend de titel van markies van Heusden. Zijn nakomelingen behoren allen tot de Nederlandse adel met het predicaat van jonkheer/jonkvrouw terwijl het hoofd van het geslacht de Nederlandse adellijke titel van markies van Heusden draagt (naast de Britse titels).
De huidige markies van Heusden is Nicholas Power Richard Le Poer Trench, 9e earl of Clancarty, 8e viscount Dunlo, 8e baron Kilconnel, 8e viscount Clancarty, 8e baron Trench (1952), artiest en schrijver, lid van het Hogerhuis 1995-1999 en opnieuw vanaf 2010; hij trouwde in 2005 met journaliste Victoria Frances Lambert uit welk huwelijk een dochter werd geboren.